# Vlaška (Mladenovac)
Pour les articles homonymes, voir Vlaška.

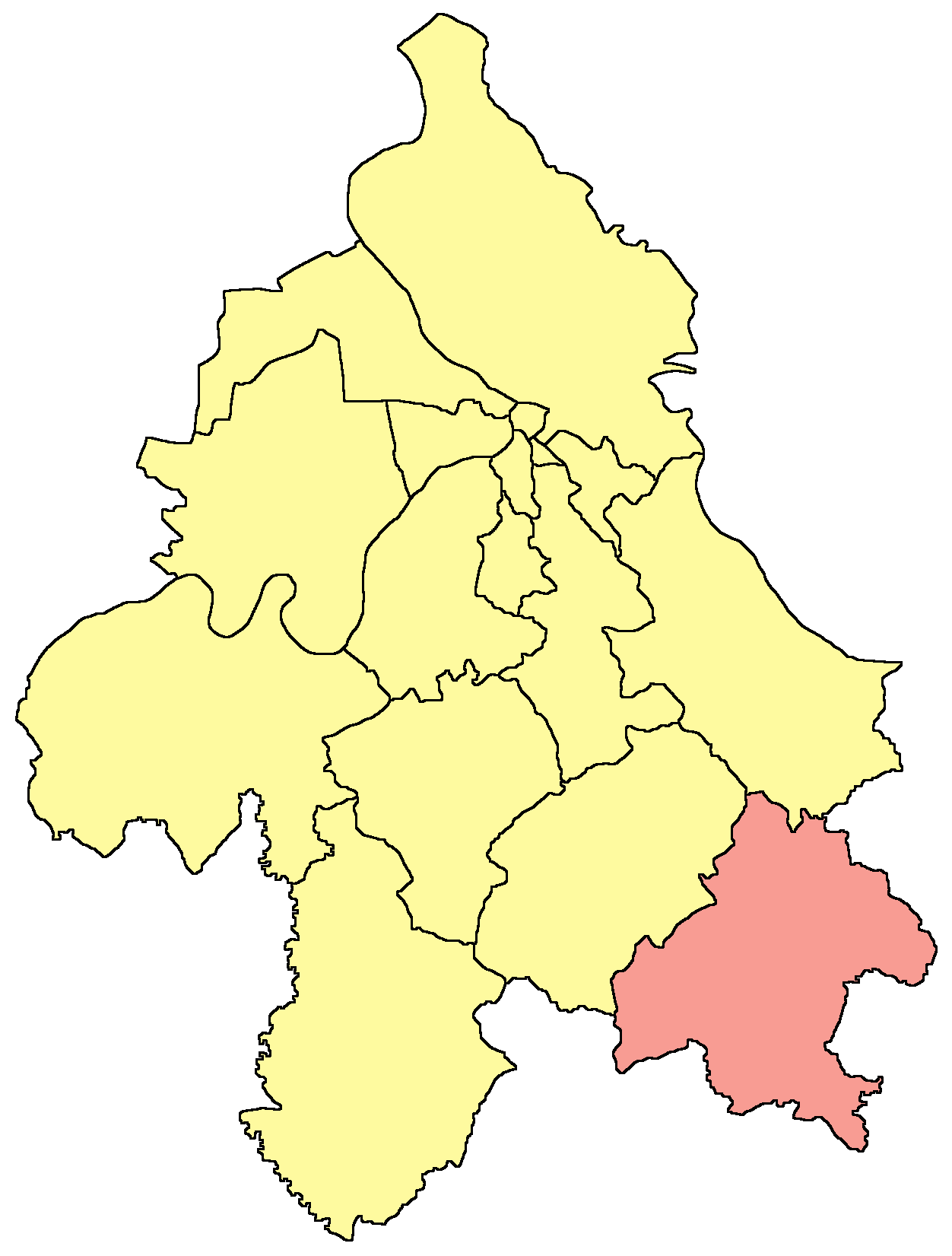
Localisation de la municipalité de Mladenovac dans la Ville de Belgrade

Vlaška (en serbe cyrillique : Влашка) est une localité de Serbie située dans la municipalité de Mladenovac et sur le territoire de la ville de Belgrade. Au recensement de 2011, elle comptait 2 351 habitants. Son nom signifie « valaque » en serbe, car avant le XIXe siècle les Valaques étaient encore nombreux dans la région.
Vlaška est officiellement classée parmi les villages de Serbie.

## Démographie

### Évolution historique de la population
| 1948  | 1953  | 1961  | 1971  | 1981  | 1991  | 2002  | 2011  |
| ----- | ----- | ----- | ----- | ----- | ----- | ----- | ----- |
| 2 913 | 2 941 | 2 949 | 2 800 | 2 808 | 2 938 | 2 547 | 2 351 |

|  |